# BMZ Group
Pour les articles homonymes, voir BMZ.
BMZ Group est une entreprise allemande industrielle dont le siège social est à Karlstein am Main (Allemagne). BMZ est spécialisée dans la conception et fabrication de packs de batteries pour l'automobile, la mobilité électronique, le stockage portatif ou domestique de l’électricité, avec notamment des applications médicales et industrielles, des batteries pour les outils électriques et de jardin, ou encore pour l'aérospatial et le militaire ; il est leader européen pour les batteries lithium-ion faites sur-mesure. 
Ce groupe créé en 1994 comptait en 2016  environ 2 300 employés dans le monde. 

En 2017 il est toujours dirigé par son président-fondateur Sven Bauer.

## Histoire
La société a été créée en 1994 par Sven Bauer, avec deux  associés : Claudia Reimer et Thorsten Gotthardt, à la suite de la séparation par Saft de son activité "fabrication de packs" via un MBO (Management buy-out).
Dans ses premières années, l'entreprise, avec ses douze employés, s’est occupée de traiter les commandes puis a élargi son champ de compétence en valorisant son savoir-faire dans le domaine des packs d'accumulateurs nickel-hydrure métallique, et nickel-cadmium). 
En 2003 ses batteries lithium-ion sont « certifiées » par Sanyo et BMZ deviendra leader européen indépendant pour ces batteries. 

En août 2008, une salle de production et de stockage a été incendiée à la suite d'un défaut technique. Environ 200 pompiers ont été nécessaires pour éteindre le feu après plusieurs heures. La société a subi à cette occasion une perte de 17 millions d'euros
Moins d'un an après la reconstruction a commencé, conduisant à un patrimoine immobilier de 1 800 m² de zones de stockage et de production et de 1 400 m² de bureaux sur ce seul site.      
Pendant ce temps, et profitant du développement de la mobilité électrique, BMZ a continué à se développer dans le monde pour porter sa superficie totale de production à 34 000 m² (à partir de 2016),.
En 2014, la production atteint environ 1 million de batteries (batteries de 6 à 17 Ah) de vélos à assistance électrique (40 % du chiffre d’affaires de BMZ-Europe contre quelques pourcents en 2010).
En 2015,  BMZ compte 1 200 salariés (dont près de 550 en Allemagne). Il annonce vouloir avant 2020 atteindre un effectif de 1 500 personnes.  80 millions d’éléments (cellules rechargeables lithium-ion) ont été intégrés par BMZ cette année-là et depuis sa création le groupe a - selon lui - développé plus de 4 200 batteries li-ion rechargeables destinées à des besoins spécifiques (commandées par environ 1 300 clients différents). Le secteur vélo se développe et BMZ assure aussi la réparation et la maintenance de ses batteries et une maintenance de base pour les moteurs Brose.
En 2017 le groupe annonce en septembre qu'il va rassembler sur son site dans un centre baptisé « E.volution » plus de 150 développeurs qui travailleront sur les systèmes innovants de stockage d’énergie. Selon le président du groupe « Les systèmes de batterie deviennent plus petits et plus légers, et malgré cela les intervalles de recharge sont plus grands, les temps de recharges plus rapides et la plage de température d'utilisation plus étendues (…) ».  

Les composants de ces systèmes seront développés, prototypés  et produits et testés sur place, avec des spécialistes des matériels, de la soudure, des logiciels et tests

## Structuration de l'entreprise à l'international

### Six sociétés-filles
Le Groupe BMZ se compose des sociétés suivantes (Etat 2017):
- BMZ GmbH, Karlstein, Allemagne
- BMZ Poland Sp. Z.o.o, Gliwice, Pologne
- BMZ Company Ltd., Shenzhen, Chine
- BMZ USA Inc, Virginia Beach, États-Unis
- BMZ France S.A.R., Paris, France (dirigée pr Jean-Marc Brunet)
- BMZ Japan KK, Saitama, Japon

### Sites de production
Ils sont au nombre de quatre :
1. En Allemagne : Karlstein am Main, près de Francfort.
2. En Pologne : Gliwice ;
3. En Chine : Shenzhen ;
4. AUX États-Unis : Virginia Beach (Virginie).